# あぶない刑事 (映画)
『あぶない刑事』（あぶないデカ）は、1987年12月12日に東映洋画系で公開された日本映画である。『あぶない刑事』劇場版シリーズの第1作。
ヒットドラマとなった『あぶない刑事』の劇場版として製作され、配給収入15億円、1988年邦画配収第4位の成績を記録した。同時上映は『七福星』。
キャッチコピーは「ケガする前に、捕まりな。」「取り扱い注意。」「ヨコハマに、火傷しそうな刑事（デカ）がいる。」「ヤバイくらいマブイやつら。」。

## ストーリー
とある金曜日の夜、不審車を追跡中のパトカーがロケット弾で爆破されるという事件が発生。同じ頃、大手製薬会社・中光製薬の研究センターでは、新薬開発担当技師二名が惨殺された上、開発中だった抗癌剤のデータも破壊されていた。港署は目撃証言などを受け、破壊工作のプロとして公安からマークされている傭兵・豹藤幸次郎を両事件の容疑者として指名手配。一方、センター襲撃に伴うライバル企業の株価高騰で莫大な利益を得た鳴海総太郎という画商の情報を入手した鷹山と大下は、鳴海の秘書である結城緑を連行して揺さぶりをかけるが、逆に豹藤は薫を拉致し、緑との身柄交換を要求してきた。今までになく危険な犯人に港署全体が翻弄される中、焦燥感に駆られる大下は鷹山の方針に反発し、単独行動に走ってしまう。

## 登場人物
鳴海総太郎
画商。個人投資家でもあり、自身が保有するコスモ製薬の株価操作を目論み、豹藤を使ってライバル会社である中光製薬の新薬開発担当の研究員を暗殺し、30億円もの利益を得た。
結城緑
絵画を学ぶためにニューヨークへ留学していた際に鳴海と出会い、帰国後は、鳴海の秘書として画廊に勤めていた。鷹山たちの追及に対し、頑なに口を拒んでいたが、次第に鳴海の本性を目の当たりにすることとなる。
豹藤幸次郎
傭兵。殺人・誘拐・爆破など破壊工作のプロフェッショナルとして公安警察からマークされている。鳴海の手先として破壊工作を行うが、腹の底にはどす黒い野心を抱いている。

## キャスト
- 鷹山敏樹：舘ひろし
- 真山薫：浅野温子
- 町田透：仲村トオル
- 松村優子：木の実ナナ
- 田中文男：ベンガル
- 吉井浩一：山西道広
- 鈴江秀夫：御木裕
- 吉田春彦：秋山武史
- 谷村進：衣笠健二
- 愛川史郎：飯島大介
- 武田竜：堀内孝人
- 結城緑：小野みゆき
- 豹藤幸次郎：菅田俊
- 美女：中村あずさ、伊藤加奈子
- 宮崎：榎木兵衛
- 港湾職員：江角英明
- 痴漢：飯山弘章
- ウェイター∶相馬剛三
- 研究所の守衛：武藤章生、鶴岡修
- 暴走族リーダー：黒田真澄
- ロックバンド：SCHOOL DAZE（スクールデイズ・レディースバンド）
- 鳴海総太郎：室田日出男
- 近藤卓造：中条静夫
- 大下勇次：柴田恭兵

## スタッフ
- 企画：岡田晋吉、清水欣也（NTV）、黒澤満
- プロデューサー：初川則夫（NTV）、伊地智啓
- 脚本：柏原寛司、大川俊道
- 撮影監督：姫田真佐久
- 撮影：丸池納
- 照明：井上幸男
- 美術：小林正義
- 録音：酒匂芳郎
- 編集：山田真司
- 助監督：伊藤裕彰
- 記録：桑原みどり
- キャスティング：飯塚滋
- 製作担当：服部紹男
- 音楽：志熊研三、小林信吾（サントラ盤：ファンハウス）
- 音楽監督：鈴木清司
- 音楽プロデューサー：高桑忠男（東映音楽出版）
- イメージソング：鎌田英子「再会のJoker」
- エンディングテーマ：舘ひろし「冷たい太陽」
- 挿入歌：柴田恭兵「RUNNING SHOT」
- 音響効果：佐々木英世（東洋音響）
- 技闘：高瀬将嗣（高瀬道場）
- 宣伝：東映洋画宣伝室
- カースタント：TA・KA
- 装飾：ポパイアート、高津映画装飾
- 車輌：スキル・ワーク
- 録音スタジオ：にっかつスタジオセンター
- 現像：東映化学
- 協力：日産自動車、くろがね工作所、リコー、明星電気
- 製作協力：セントラル・アーツ
- 配給：東映
- 監督：長谷部安春
- 東映 = 日本テレビ放送網提携作品

## 製作
当初はプロデューサーの伊地智啓と関係が深く、興行面でも有利な東宝と配給交渉が進んでいたが、最終的にはセルトラル・アーツの親会社である東映との提携が決定。それまで数本の劇場映画製作に関わってきた日本テレビプロデューサーの岡田晋吉にとって、本作が初の黒字映画となったという。

## 映像ソフト
DVD
2002年9月21日発売。販売元：東映ビデオ　DSTD02093／4,500円（税別）
- カラー本編99分

映像特典
- フォトギャラリー、オレたち要注意人物　ファッショナブルワンダーランド（メイキング）、予告篇

※2010年6月1日期間限定プライスオフ発売。（ニュープリント・コンポーネントマスター）DCTD02093／3,000円（税別）／片面2層／1.主音声：モノラル／16：9LB
※2012年6月1日東映55キャンペーンプライスオフ発売。DUTD02093／2,800円（税別）／片面2層／1．主音声:モノラル／16:9 LB
Blu-ray
2012年9月21日発売。販売元：東映ビデオ　BSTD02093／4,800円（税別）/本編99分/1層/ドルビーTrueHD(モノラル)/16:9【1080p Hi-Def】
映像特典
- スタッフ座談会 ‐あぶデカをつくった男たち‐ （丸山昇一×柏原寛司×一倉治雄）、オレたち要注意人物 ファッショナブルワンダーランド（メイキング）、『あぶない刑事』劇場6作品予告編集、フォトギャラリー

## 地上波放送履歴
全て日本テレビ系「金曜ロードショー」（初回のみ「金曜特別ロードショー」）での放送。
| 回数  | 放送日         |
| ----- | -------------- |
| 初回  | 1989年4月7日   |
| 2回目 | 1990年6月8日   |
| 3回目 | 1993年3月5日   |
| 4回目 | 1994年10月28日 |
| 5回目 | 1996年9月6日   |
| 6回目 | 1999年6月4日   |
| 7回目 | 2001年11月9日  |